# Plebiscito nacional do Chile de 1988
O plebiscito nacional no Chile de 1988 foi um referendo realizado nesse país na quarta-feira, 5 de outubro de 1988, durante a ditadura militar. Em aplicação das disposições transitórias (27 a 29) da Constituição Política de 1980, este plebiscito decidiu se Augusto Pinochet permaneceria no poder até 11 de março de 1997.
O universo eleitoral habilitado para votar então ascendeu a 7 435 913 pessoas. Do total de votos válidos, o resultado foi de 44,01% pelo "Sim" e de 55,99% pelo "Não" - do total de votos escrutados, o "Sim» obteve 43,01% dos votos e o "Não", 54,71%. De acordo com as disposições transitórias da Constituição, o triunfo do "Não" implicava a convocação de eleições democráticas conjuntas de presidente e parlamentares para 1989, que levaram ao fim da ditadura e ao início do período da transição para a democracia.

## Origem do plebiscito

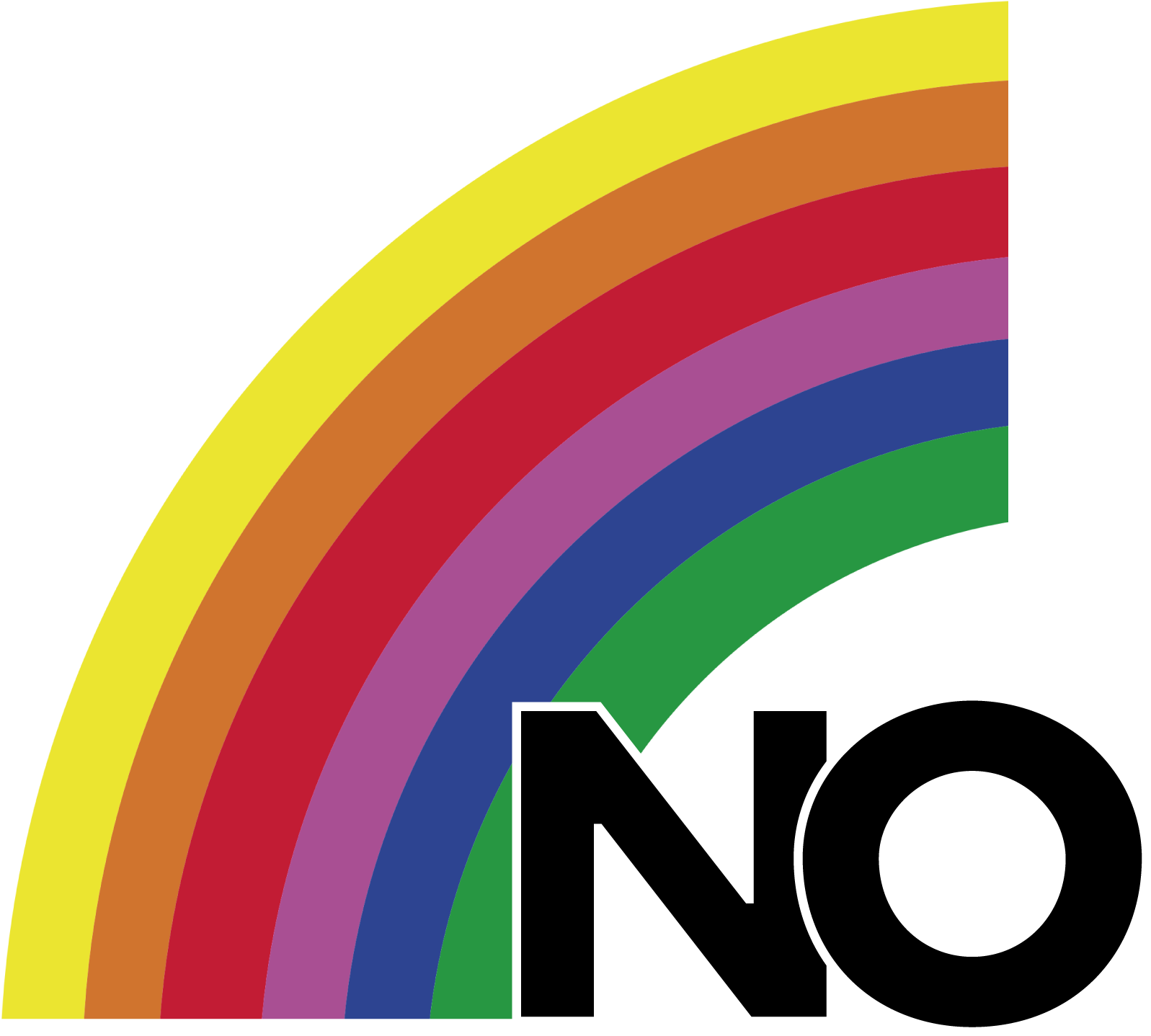
O logotipo da Concertación de Partidos por el No levava o arco-íris, principal símbolo da oposição à ditadura militar chilena.

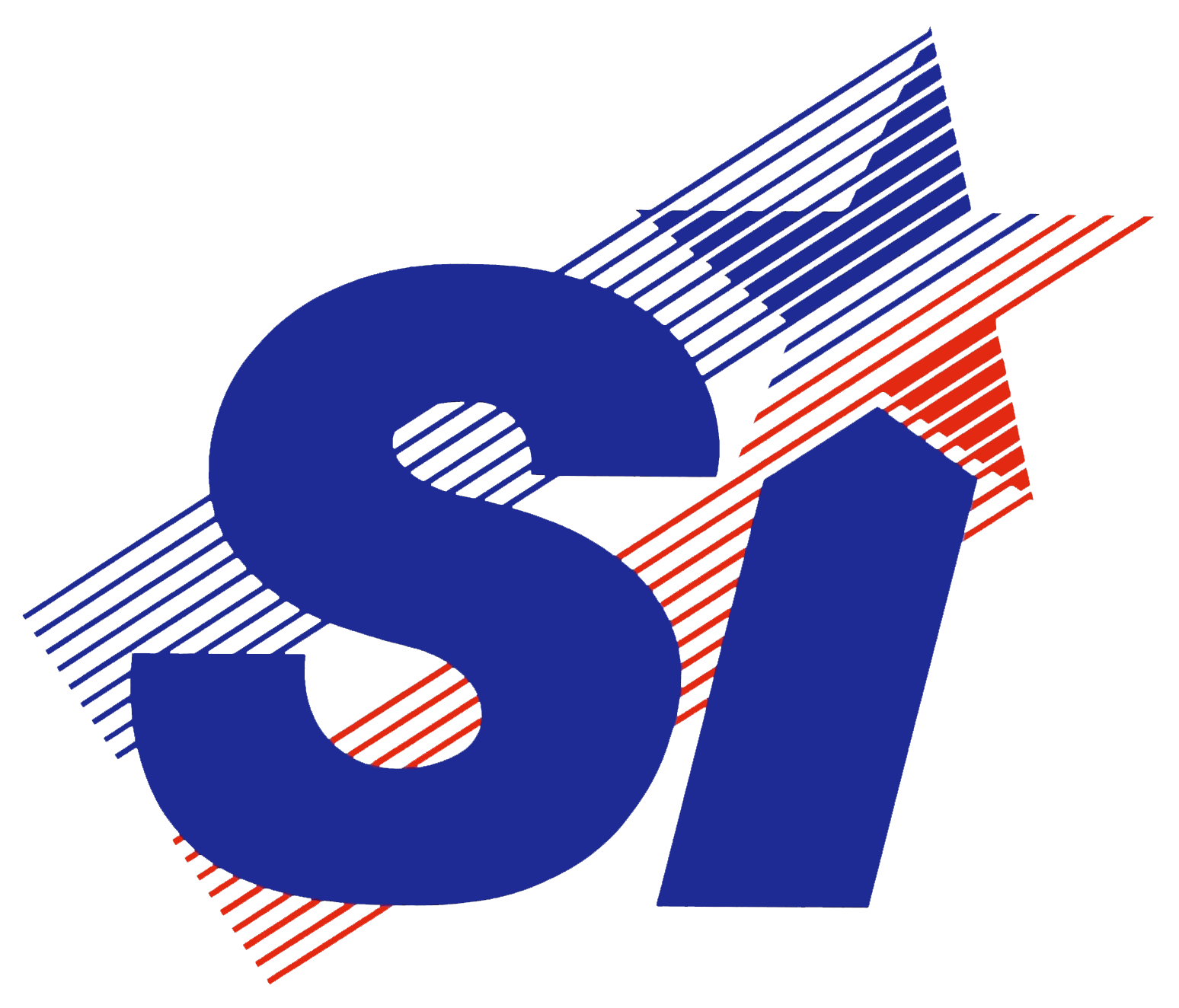
Símbolo da opção "Sim". O logotipo levava as letras SÍ azuis com uma estrela e uma faixa tricolor azul, branca e vermelha.

A Constituição Política de 1980 estabeleceu um período transitório, que se estendia desde sua entrada em vigência, em 11 de março de 1981, até o fim do mandato presidencial de Augusto Pinochet de oito anos, estabelecido nominativamente por ela mesma (em sua 14ª disposição transitória).
De acordo com o texto constitucional, pelo menos noventa dias antes da data em que ele deveria deixar o cargo, isto é, em 11 de março de 1989, os comandantes-chefes das Forças Armadas e o diretor geral dos Carabineiros, ou, faltando unanimidade dos mesmos, o Conselho de Segurança Nacional também integrado pelo Controlador Geral da República, deveria propor ao país uma pessoa para ocupar o cargo de Presidente da República para o mandato seguinte, sujeito à ratificação da cidadania através de um plebiscito (27ª disposição transitória).
Os efeitos do resultado do plebiscito seriam os seguintes:
- Se ganhasse a opção "Sim", ou seja, o candidato proposto fosse aprovado, o presidente assim eleito tomaria posse em 11 de março de 1989, no mesmo dia em que o anterior deixaria o cargo, e por um período de oito anos (até 11 de março de 1997), entrando em vigor as regras permanentes da Constituição, exceto a seguinte: nove meses depois, seriam realizadas eleições gerais de senadores e deputados e, enquanto isso, a Junta de Governo continuaria a exercer a função legislativa, até a instalação do Congresso Nacional. Isso aconteceria três meses após a convocação das eleições parlamentares.

- Se vencesse a opção "Não", isto é, o candidato proposto não fosse aprovado, o mandato presidencial de Augusto Pinochet seria prorrogado por mais um ano, até 11 de março de 1990, assim como as funções da Junta de Governo, e quando esse período expirasse, as normas permanentes da Constituição estariam em pleno vigor. Para esses propósitos, noventa dias antes do término da prorrogação do mandato presidencial, seria necessário convocar a eleição do Presidente da República e dos parlamentares.

## Preparando o plebiscito

### Tribunal Qualificador de Eleições
Durante o ano de 1985, um importante debate surgiu sobre as condições em que seria realizado o plebiscito de aprovação ou rejeição do candidato que seria proposto como presidente para o período 1989-1997, de acordo com a vigésima sétima regra transitória da Constituição.
O Artigo 84 da Constituição, relativo ao Tribunal Elegível para os Eleitores, entrará em vigor na data correspondente, de acordo com a respectiva lei, por ocasião da primeira eleição de senadores e deputados, e seus membros serão designados com trinta dias de antecedência. a essa data— Décima primeira disposição transitória da Constituição de 1980
A partir da décima primeira regra transitória, constatou-se que a consulta ao plebiscito poderia ocorrer antes que o Tribunal Qualificador Eleitoral, estabelecido nas normas permanentes do texto constitucional, se tornasse operacional, uma vez que o plebiscito deveria ser realizado antes das primeiras eleições parlamentares. Isto implicaria que este tribunal, aparentemente, não seria chamado para controlar o referendo e, eventualmente, um órgão governamental ad-hoc teria que ser criado para sua qualificação.
Com base nesta leitura, o projecto de lei orgânica constitucional sobre o Tribunal de Qualificação Eleitoral, apresentado ao Tribunal Constitucional pela Junta de Governo estabelecia em seu artigo final que "o Artigo 84 da Constituição e da presente lei entrará em vigor sessenta dias antes da data em que a convocação para a primeira eleição de senadores e deputados deve ocorrer" e no primeiro artigo transitório que "para efeitos da primeira designação dos membros do Tribunal de Qualificação Eleitoral, a sessão plenária extraordinária (do Supremo Tribunal para eleger os membros do tribunal) a que se refere o art. 2º desta lei, deverá ser feita com trinta dias de antecedência, no mínimo, a data em que deverá ser convocada a primeira eleição de senadores e deputados".
No entanto, o Tribunal Constitucional, pronunciando-se sobre dito projeto na sentença Papel Nº 33, de 24 de setembro de 1985, por quatro votos contra três, estimou que tais normas eram inconstitucionais, e portanto, deveriam ser eliminadas do projeto de lei, pois só uma interpretação literal, e independentemente do resto das disposições da Carta Fundamental, levaria a pensar "que o artigo 84 da Constituição e as normas legais que o complementam entrarão em vigor, sem exceções ou limitações de qualquer espécie, na data indicada pela respectiva lei orgânica constitucional, por ocasião da primeira eleição de deputados e senadores" (considerando o 8º) e que essa "interpretação rígida do texto constitucional é inadmissível, porque está em conflito ou contradiz o artigo permanente e as disposições transitórias da Carta Fundamental", que a seguir se assinalam (considerando o 9º):
"a) o artigo 18, que estabelece o "sistema eleitoral público;
b) a disposição transitória vigésima sétima, inciso final, que dispõe a realização de um plebiscito para que a cidadania se pronuncie sobre a proposição da pessoa que desempenhará o cargo de Presidente da República, no próximo mandato presidencial;
c) as disposições transitórias, décima oitava, letra A), e vigésima primeira, letra d), estabelecendo que, durante o período referido na décima terceira disposição transitória e até o Senado ea Câmara de Deputados tomarem posse, as reformas constitucionais eles concordam que só serão eficazes se forem aprovados por um plebiscito."
Consequentemente, a referida lei, sem incluir os preceitos declarados inconstitucionais, tornou-se a Lei Constitucional Orgânica 18460 do Tribunal de Qualificação de Eleições de 15 de novembro de 1985.
Finalmente, por lei 18604, de 23 de março de 1987, o seguinte artigo final foi acrescentado à lei do Tribunal Eleitoral: "O artigo 84 da Constituição Política entrará em vigor com a publicação da lei orgânica constitucional de partidos políticos, o Tribunal Eleitoral deve ser constituído no décimo dia. Entretanto, para os propósitos da primeira eleição de senadores e deputados, o artigo 84 da Constituição Política entrará em vigor, como pertinente, sessenta dias antes da data em que sua convocação deve ser feita" (a lei orgânica constitucional de partidos políticos se publicou nesse mesmo dia).[carece de fontes?]

### Serviço Eleitoral e inscrições
A fim de regulamentar os assuntos relacionados com a organização e funcionamento do Serviço Eleitoral e do registro eleitoral, em 1º de outubro de 1986, foi promulgada a Lei 18556, Sistema Orgânico Constitucional de Registro Eleitoral e Serviço Eleitoral. Seu primeiro artigo transitório dispõe que:
As Juntas de Registro serão instaladas no prazo de cinco meses, contados a partir da publicação desta lei, na data indicada pelo Diretor do Serviço Eleitoral, por deliberação que será publicada no Diário Oficial.
Essa lei permitiu que os registros eleitorais fossem abertos na quarta-feira, 25 de fevereiro de 1987, pela primeira vez desde 19 de novembro de 1973, quando o Conselho Diretor havia decretado a expiração e desativação dos registros. Homens e mulheres acima de 18 anos de idade e estrangeiros residentes poderiam se inscrever nos registros eleitorais. A primeira inscrição na comuna de Santiago correspondia a Augusto Pinochet.
O grande cadastramento eleitoral - cerca de 91% do número total de pessoas autorizadas a fazê-lo - tornou o Governo e a oposição temerosos. Enquanto o partido governista começou a temer um cadastramento massivo de oponentes da ditadura militar, a oposição pensou em uma possível dupla inscrição para sabotar o resultado do plebiscito.
Outro órgão normativo substancial para o estabelecimento do sistema eleitoral público prescrito pela Constituição foi a Lei 18700, Orgânica Constitucional sobre Votos Populares e Escrutínios, de 6 de maio de 1988. Esta norma regulamentou, em suas disposições transitórias, alguns aspectos práticos da convocação, campanha e votação no plebiscito.

### Partidos políticos
De acordo com a décima regra transitória da Constituição de 1980, enquanto a lei orgânica constitucional dos partidos políticos não entrasse em vigor, era "proibido executar ou promover qualquer atividade, ação ou gestão de natureza político-partidária, seja por pessoas singulares ou coletivas, organizações, entidades ou grupos de pessoas. Aqueles que violarem esta proibição incorrerão nas penalidades previstas em lei".
O processamento deste projeto de lei foi complexo e prolongado, começando em 1983 e terminando em 1987, após o pronunciamento do Tribunal Constitucional. Esse projeto foi finalmente transformado na Lei 18 630 Orgânica Constitucional dos Partidos Políticos, de 23 de março de 1987, que entrou em vigor dez dias após sua publicação no Diário Oficial. A partir dessa data, os partidos políticos poderiam ser legalmente constituídos.
Dentro dos diversos grupos e correntes políticas existentes na época, começaram os intensos debates sobre a conveniência ou inconveniência de aderir ao sistema da Lei 18 603 e a transformação em associações políticas formais. No entanto, no final, a maioria decidiu formalmente se tornar um partido logo depois.

### Proposição do candidato
Em 1986, o ditador Augusto Pinochet manifestou, de forma cada vez mais evidente, sua decisão de ser candidato ao plebiscito. Nesse sentido, na sexta-feira, 11 de julho do mesmo ano, ele declarou que "ninguém pode desconsiderar o direito do governo de projetar além de 1989". Dois meses depois, em 7 de setembro, ele seria vítima de uma tentativa de assassinato da Frente Patriótica Manuel Rodríguez (FPMR), a caminho de Cajón del Maipo, escapando ileso, porém cinco de seus guarda-costas são mortos.
Na terça-feira, 7 de julho de 1987, com o objetivo de ganhar o plebiscito, nomeou Sergio Fernández como Ministro do Interior, a quem era atribuída parte do sucesso do plebiscito de 1980, no qual se ratificou a Constituição Política.
No ano seguinte, na terça-feira 12 de julho de 1988, os Comandantes em Chefe das Forças Armadas e o Diretor Geral dos Carabineiros se reuniram para estabelecer as formalidades necessárias e as medidas publicitárias, de acordo com a disposição transitória vigésima sétima, para escolher o candidato para o plebiscito. O acordo era o seguinte: o país saberia sete dias antes da data e local onde se encontrariam para fazer a referida nomeação.
Poucos dias depois, na terça-feira 26 de julho, os partidos políticos da oposição denunciaram que "à medida que se aproximava a data do plebiscito e que o general Pinochet começou a agir como o candidato que os comandantes militares supremos deveriam designar, um grupo significativo de oficiais, quase todo o Exército, começou a realizar abertamente uma atividade eleitoral ostensiva em favor do SIM" (La Epoca, 31 de julho de 1988).
Dentro dos grupos que apoiaram o governo, questões importantes e discussões internas foram geradas, uma vez que alguns sentiam que o candidato deveria ser um civil. Finalmente, na terça-feira, 30 de agosto, de acordo com o procedimento mencionado, os Comandantes em Chefe das Forças Armadas e o Diretor Geral dos Carabineiros propuseram como seu candidato Augusto Pinochet.
Propõe-se ao país, sujeito à ratificação da cidadania, o Capitão General, Augusto Pinochet Ugarte, para ocupar o cargo de Presidente da República no período presidencial que se segue ao que está em vigor.— Comandante Chefe das Forças Armadas e Diretor Geral dos Carabineros, 30 de agosto de 1988.
Pinochet aceitou a indicação na mesma reunião e fez um discurso de 25 minutos, referindo-se ao motivo e ao alcance da decisão acordada. O plebiscito foi convocado para quarta-feira, 5 de outubro de 1988.
A candidatura de Pinochet, isto é, a alternativa «Sim» no plebiscito, foi apoiada pelos partidos da posteriormente denominada Aliança —União Democrata Independente e Renovação Nacional— e por outros partidos, como o Partido Nacional, o Partido Liberal Democrata, Democracia Radical, Avançada Nacional, Partido Democrático de Chile e o Partido do Sur.

### Oposição
Apesar da rejeição inicial ao que dizia a Constituição, devido ao debate sobre sua legitimidade ou ilegitimidade, a oposição ao governo concordou em participar do processo.
Na terça-feira, 2 de fevereiro de 1988, treze organizações da oposição concordaram em convocar um "não" no plebiscito e a criar "condições mínimas de limpeza suficiente para evitar a desqualificação". Foi assim que surgiu a Concertación de Partidos por el No, antecedente direto da Concertação de Partidos pela Democracia.
Na quarta-feira 31 de agosto do mesmo ano, após a indicação de Pinochet, dezessete partidos políticos (Democracia Cristã, MAPU, MAPU-OC, PADENA, Partido Humanista, Esquerda Cristã, Partido Liberal, Os Verdes, Partido Radical, Radical Socialista Democrático, Socialdemocracia, Socialista-Almeyda, Socialista-Núñez, Socialista Histórico, Socialista Mandujano, USOPO e Partido pela Democracia) expressaram no documento Principios básicos de institucionalidad democrática  que "[o] triunfo do NÃO no plebiscito será o ponto de partida de um processo que permitirá a reconstrução de um verdadeiro regime democrático no Chile".

## Partidos e movimentos

### Partidos e movimentos pelo "Sim"
Avanzada Nacional (AN)
- Democracia Radical (DR)
- Gran Frente de Chile (GFCh)[nota 1][4][5]
  - Acción Gremialista (AG)
  - Comités de Acción Cívica (CAC)
  - Movimiento Independiente Pinochetista (MIP)
- Partido del Sur (SUR)
- Partido Democrático de Chile (PADECH)
- Partido Liberal Demócrata de Chile (PLD)
- Partido Nacional (PN)
- Partido Socialdemócrata (PSD)
- Poder Femenino (PF)
- Renovación Nacional (RN)
- UDI por el Sí (UDI)

### Partidos e movimentos pelo "Não"
- Alessandrismo Nacional Independiente (ANI)[nota 2][6]
- Independientes por el No
- Izquierda Cristiana (IC)
- Los Verdes (LV)
- Movimiento de Acción Popular Unitaria (MAPU)
- MAPU Obrero Campesino (MAPU-OC)
- Movimiento de Izquierda Revolucionaria (MIR)
- Partido Comunista de Chile (PCCh)
- Partido de los Jubilados (PJ)
- Partido Demócrata Cristiano (PDC)
- Partido Democrático Nacional (PADENA)
- Partido Humanista de Chile (PH)
- Partido Liberal (PL)
- Partido Nacional por el NO
- Partido por la Democracia (PPD)
- Partido Radical (PR)
- Partido Radical Socialista Democrático (PRSD, Facción Sule/Luengo)
- Partido Social Democracia de Chile (SDCH)
- Partido Socialista-Almeyda
- Partido Socialista Histórico
- Partido Socialista-Mandujano
- Partido Socialista-Núñez
- Unión Socialista Popular (USOPO)

### Partidos pelo voto Nulo
- Partido Socialista Chileno (PSCH)[7]

## Campanha

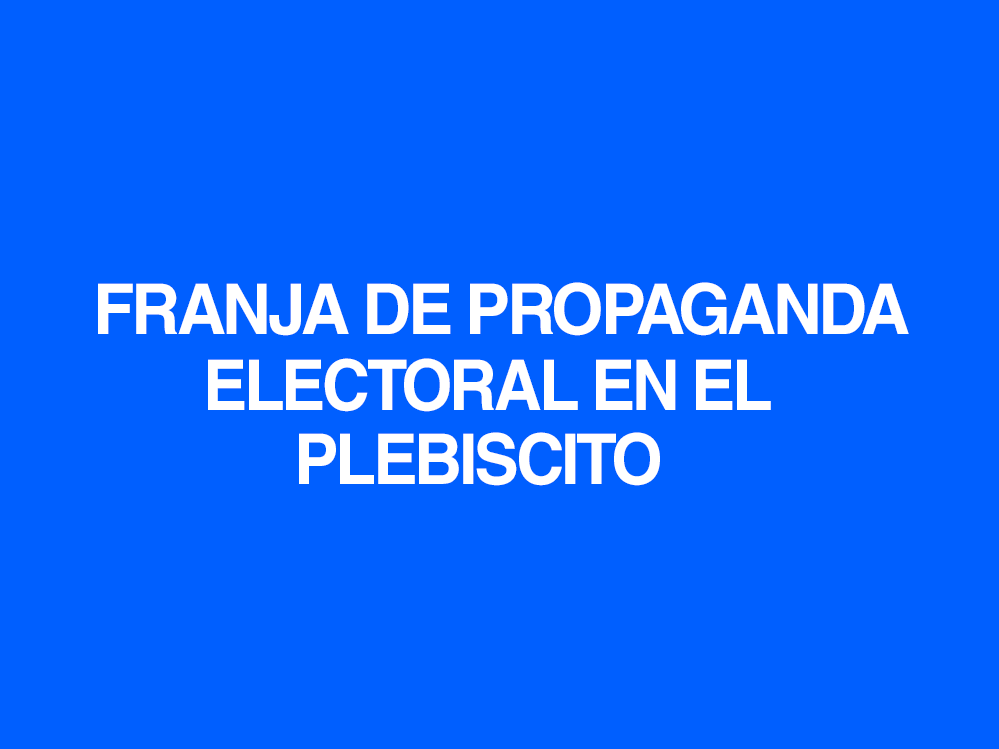
Placa exibida ao início do horário eleitoral televisivo

Pela primeira vez na história nacional, houve um horário eleitoral televisivo para ambas posições políticas. Um mês antes do referendo, na segunda-feira, 5 de setembro, às 22h45, surgiram os primeiros spots, cada um com a duração de 15 minutos. Esta programação foi mantida até 1 de outubro.
Pouco depois, a superioridade técnica dos partidários do "Não" foi notada. A vinheta da oposição em todos os aspectos superava a do "sim", apesar do fato de que o investimento e planejamento desta última ser muito maior, já que foi coordenada por membros das Forças Armadas e publicitários argentinos, liderados por Marcelo López, produtor executivo da vinheta do "Sim", e a equipe era composta por Manfredo Mayol, Carlos Alberto Délano, Joaquín Lavín, Jovino Novoa e Jorge Eugenin (diretor da Dinacos):
Os resultados [da campanha] foram infelizes. Depois de alguns dias, ninguém podia ignorar a óbvia superioridade técnica da campanha "Não": melhor construção de enredo, melhores filmes, melhor música. Sua melodia característica, em torno da frase "A alegria está chegando", era tão pegajosa que até mesmo os criadores da Campanha Sim, em suas reuniões de brainstorming, cantarolavam inconscientemente.— Sergio Fernández Fernández, ministro do Interior.

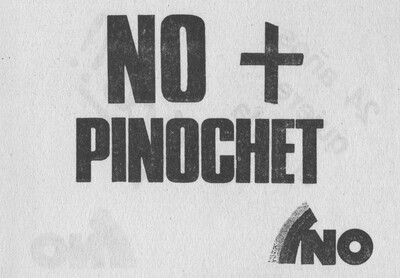
Panfleto de apoio à opção "Não".

A campanha do "Não" era encabeçada por Eugenio García —quem se desempenhou como director criativo da faixa televisiva— quem contava com a participação e assessoria de José Manuel Salcedo, o psicólogo Jorge Cucurella, o publicitário Ernesto Merino e um cientista político. O logotipo do Acordo era um arco-íris, que procurava simbolizar a união de todos no espectro político opositor (laranja para os humanistas, verde para os social-democratas e ecologistas, vermelho para os socialistas, azul para os democratas cristãos, amarelo para os democratas) e o desejo de um futuro melhor. Apesar do fato de que a campanha, realizada por publicitários chilenos e norte-americanos, apresentar relatos das violações de direitos humanos cometidas pela ditadura, também havia focos positivos, tentando destacar o fato de que o triunfo do "Não" não implicaria necessariamente um governo socialista, como o de Salvador Allende, e que a própria oposição era plural (usando personalidades de direita). Para isso, um popular jingle foi composto intitulado "Chile, a alegria está chegando" - com as letras de Sergio Bravo, música de Jaime de Aguirre e interpretada por Rosa Escobar e Claudio Guzmán - e houve a colaboração de muitas estrelas chilenas e internacionais, como Florcita Motuda (que compôs duas músicas, "Nobody can see it" e "El Vals del No"), Jane Fonda, Christopher Reeve e Sting. No entanto, a programação do Não foi censurada e não foi emitida em 12 de setembro, quando o Conselho Nacional de Televisão proibiu a emissão de trechos de uma entrevista com o juiz René García Villegas, na qual denunciava a tortura e fazia acusações contra a Central Nacional. de Informações. Como resposta, a campanha Sim decidiu não emitir sua programação correspondente ao 13 de setembro, afirmando que a decisão foi tomada "com o objetivo de manter a igualdade de condições no debate público".

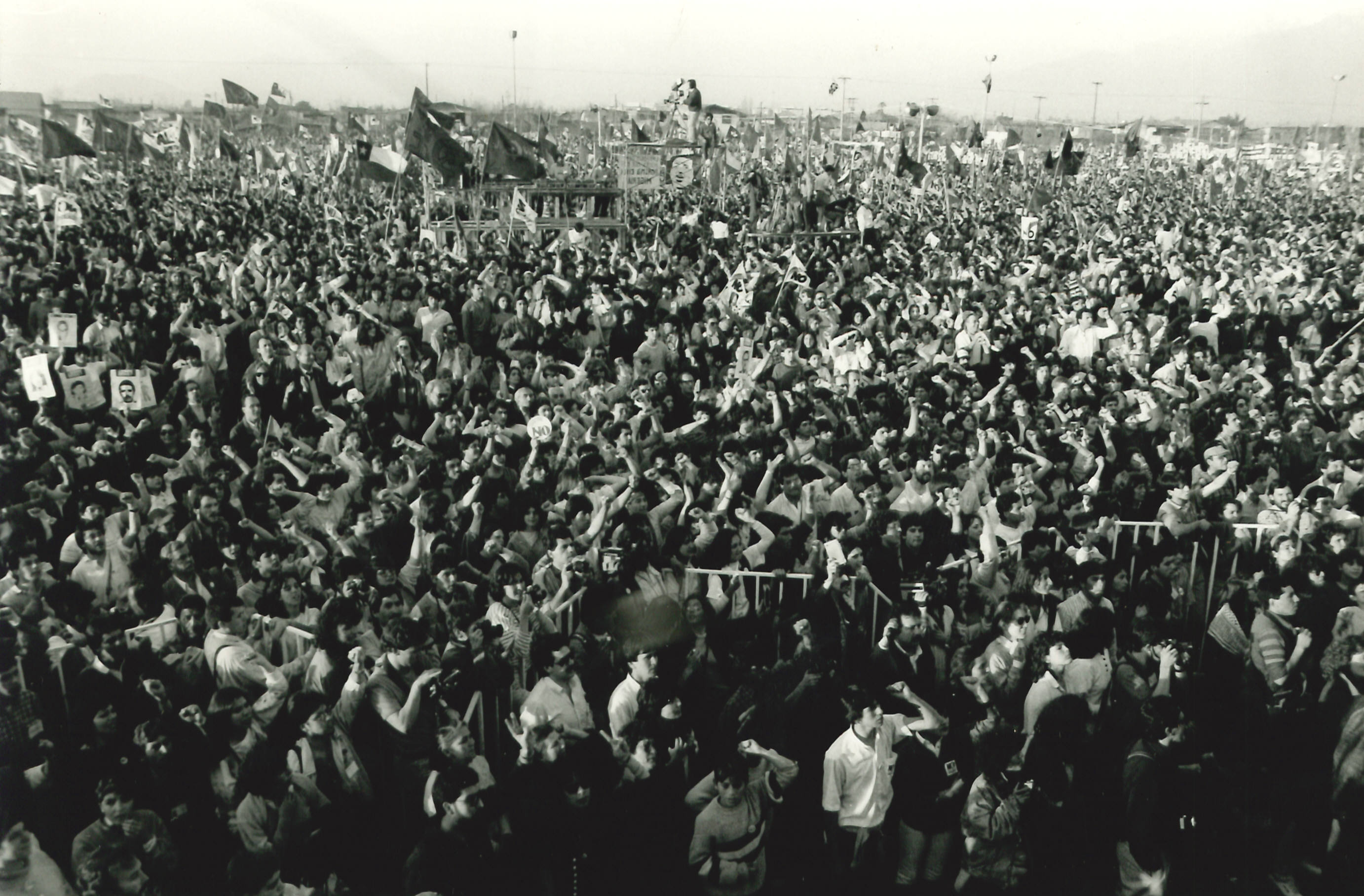
Concentração em apoio ao "Não".

Por outro lado, o "Sim" levantou, por um lado, uma estratégia focada em destacar a crise que ocorreu durante o governo da Unidade Popular e em semear medo nos eleitores, lembrando-os desse período histórico, ao mesmo tempo tentando mostrar um lado democrático e amigável do general Pinochet, que era visto como um militar rígido e severo. Com jingles e canções alegres, eles mostraram alguns dos músicos mais importantes e personalidades famosas da década de 1980, bem como destacaram o progresso econômico que ocorreu durante o governo de Pinochet. Esta campanha também teve um forte tom patriótico, com hinos dedicados ao general, que se aproximam da linha do culto da personalidade em algumas ocasiões. Apesar disso, não conseguiu superar a campanha do "Não", por isso a programação foi reestruturada - estreando um novo formato no capítulo de 18 de setembro - e teve que recorrer a criticar e parodiar o conteúdo da oposição de maneira desesperada (por exemplo, acusando os identificados como vítimas das políticas da ditadura militar de serem atores simples ou parodiando as imagens de forma grosseira).
Dentro de ambas as campanhas, brilhou a presença de vários personagens da época. Dentro da campanha do Sim, além dos rostos políticos de direita, os cantores Marcelo Hernández, Willy Bascuñán, Arturo Giolito, Ginette Acevedo, Patrícia Maldonado e Benjamín Mackenna faziam parte da televisão; apresentadores de televisão Jorge Rencoret e Katherine Salosny, e os atletas Patricio Cornejo, Hans Gildemeister e Elías Figueroa. Encabeçando o espaço do Não estava o jornalista e apresentador Patrício Bañados; por outro lado, a campanha Sim foi encabeçada desde o capítulo de 18 de setembro por Hernán Serrano, que se juntou em alguns segmentos a jornalista Carmen Gardeweg e ao ex-prefeito de Santiago Carlos Bombal.
Os comandos políticos também mobilizaram as massas: na quinta-feira, 22 de setembro, o "Não" iniciou a "Marcha da Alegria", que completou 10 dias com centenas de milhares de pessoas em manifestações interrompidas e comícios, partindo Arica e Puerto Montt em direção a Santiago. O "Sim" respondeu no domingo, 2 de outubro, o dia após a chegada da marcha a Santiago. Com esses dois atos, a campanha terminou oficialmente.

### Pesquisas
Segundo pesquisa do CEP realizada na época, entre as causas que motivaram a maioria a votar "Não" estava a situação econômica ruim (72%) - mais do que os direitos humanos (57%), devido aos 20% de desemprego que existia durante a ditadura militar - e a distribuição de renda, o que explicaria por que esses argumentos foram dados em meio ao aparente boom econômico pelo qual atravessava o Chile
| Empresa            | Data                   | Sim     | Não     | Indecisos | Branco/Nulo |
| ------------------ | ---------------------- | ------- | ------- | --------- | ----------- |
| CED / FLACSO       | Junho-1987             | 12,4 %  | 47,3 %  | 40,3 %    | -           |
| CERC               | Novembro-1987          | 31,1 %  | 40,3 %  | 18,2 %    | -           |
| Gallup             | Dezembro-1987          | 39,4 %  | 26,6 %  | 34 %      | -           |
| Diagnos            | Março-1988             | 20 %    | 38 %    | 30 %      | -           |
| CEP / Adimark      | Junho-1988             | 37 %    | 41 %    | 22 %      | -           |
| FLACSO             | Junho-Julio-1988       | 17,3 %  | 42,1 %  | 33 %      | 7,7 %       |
| CERC               | Agosto-1988            | 30,8 %  | 40,6 %  | 22 %      | 8,4 %       |
| CIS                | Agosto-1988            | 20,1 %  | 43,4 %  | 33,6 %    | 3 %         |
| Univisión          | Setembro-1988          | 26 %    | 61 %    | -         | -           |
| CEP                | Setembro-1988          | 27 %    | 45 %    | 23 %      | 5 %         |
| FACEA Ou. Chile    | 15 de setembro de 1988 | 48,1%   | 41%     | 11%       | -           |
| CEP / Adimark      | 3 de outubro de 1988   | 32 %    | 52 %    | 16 %      | -           |
| Skopus             | 3 de outubro de 1988   | 53,9 %  | 46,1 %  | -         | -           |
| CERC               | Outubro-1988           | 19,6 %  | 47 %    | 22 %      | -           |
| CIS                | Outubro-1988           | 17,9 %  | 46,8 %  | 33,4 %    | -           |
| Gallup (predição)  | Outubro-1988           | 47 %    | 42 %    | -         | -           |
| Gemines (predição) | Outubro-1988           | 31 %    | 58,6 %  | -         | -           |
| PDI (predição)     | Outubro-1988           | 53,25 % | 46,75 % | -         | -           |

## O dia 5 de outubro

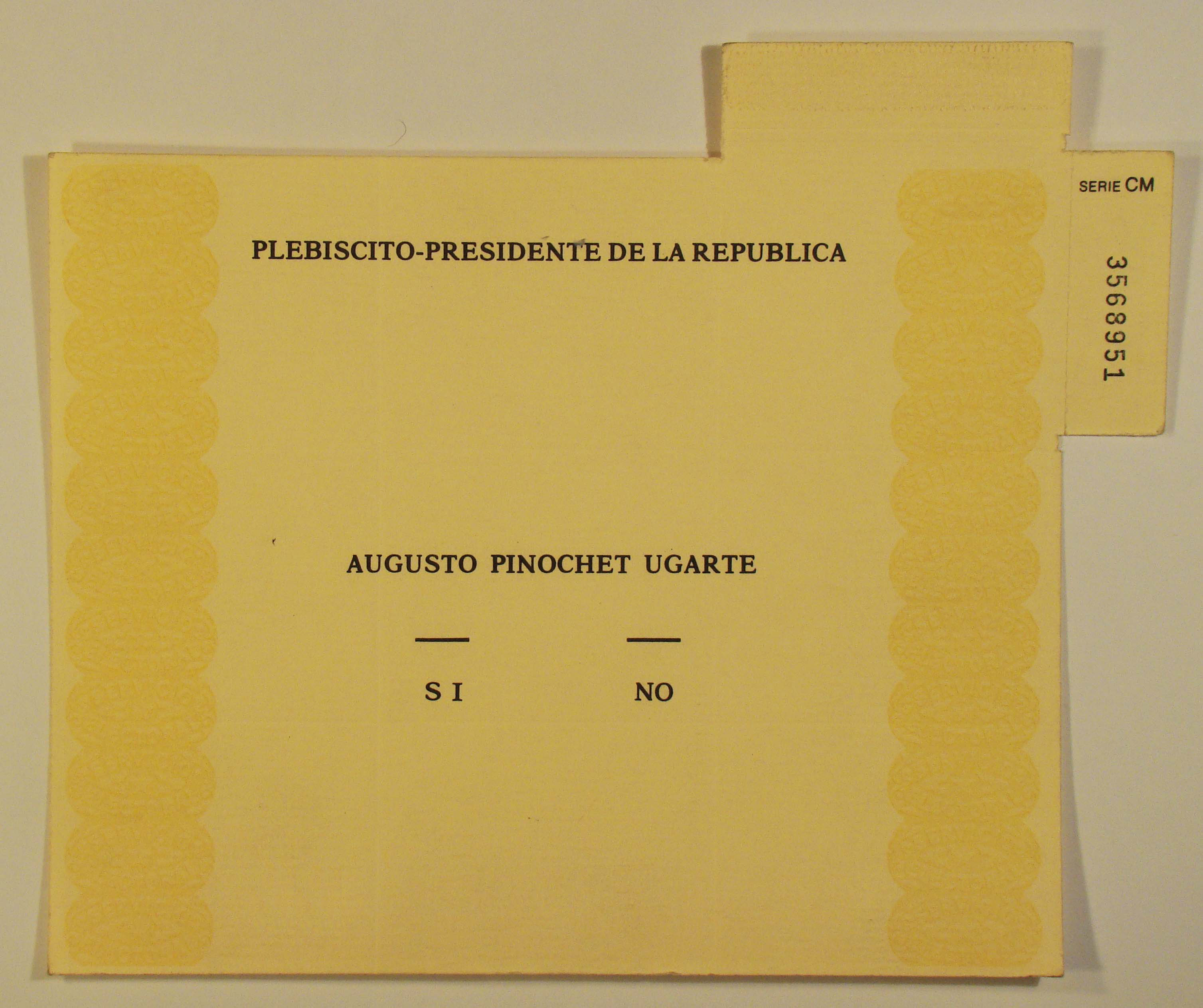
Cédula utilizada no plebiscito.

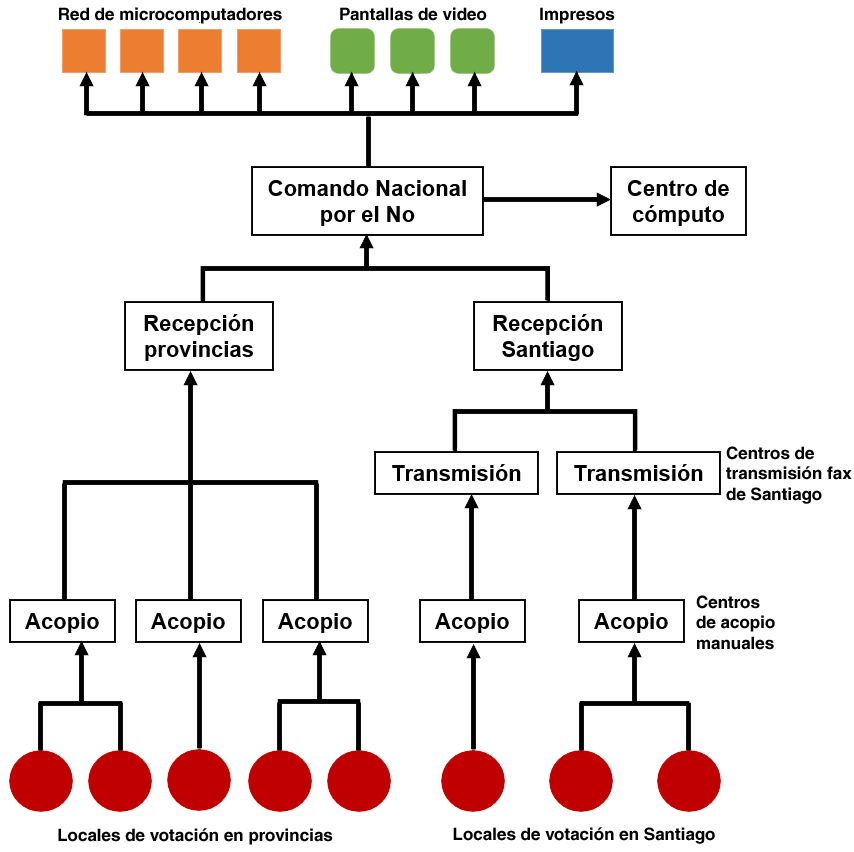
Diagrama do sistema de contagem paralela realizado pelo Comando do Não.

Rumores de um eventual boicote ao plebiscito começaram a tomar força devido a um estranho blecaute ocorrido na noite da terça-feira 4 de outubro. Dias antes, os governos do Reino Unido e dos Estados Unidos estavam cientes de uma possível suspensão do referendo, justificada por partidários de Pinochet que realizaram atos violentos, a fim de gerar um clima de violência que suspenderia a consulta. Estes governos contactaram-se com Pinochet, que prometeu reconhecer os resultados da votação.
De manhã, uma tensa calma prevaleceu nas mais de 22 000 seções eleitorais abertas em todo o país, para receber 7 435 913 eleitores. Pinochet votou na mesa localizada no Instituto Nacional do Chile às 10h10. Dez minutos depois, o subsecretário do Interior, Alberto Cardemil, entregou o primeiro relatório do Edifício Diego Portales, onde estava localizado o centro de informática do governo: 8 000 seções estavam instaladas então. Essa informação começou a preocupar a oposição, porque seus relatórios continham números bem acima dos 40% das seções que Cardemil havia reportado. Uma hora depois, o Governo informou que 75% das seções estavam abertas, enquanto o Comando del No contabilizava valores superiores a 90%. Às 14h00, o instituto de pesquisas Gallup publicou uma pesquisa de boca de urna, com o Sim obtendo 46% e o Não 33,7% das preferências.
Já na parte da tarde, começaram a existir problemas nos centros de votação, com enormes aglomerações na entrada das instalações para votar. A Concertaciónpressionou o governo a realizar um voto normal. A situação normalizou por volta das 15h00 da tarde. Às 16h00, a maior parte do país havia votado e retornado a seus lares à espera dos resultados e com algum receio, por rumores de possíveis ataques terroristas por grupos da extrema esquerda ou algum levantamento das Forças Armadas. Enquanto isso, os canais de televisão mostravam desenhos animados durante grande parte do dia, o que aumentou a desinformação.
Às 16h30, o subsecretário Cardemil foi ao Palácio de La Moneda para informar Pinochet da primeira contagem. Duas horas depois, o Comitê de Eleições Livres, próximo à Concertación e liderado por Sergio Molina informou que, com base em 10% dos votos que foram contados, o "Sim" obteve 32% dos votos, em comparação com 58% do "Não".
No entanto, às 19h30, Cardemil entregou o primeiro relatório oficial ao país: o "Sim" obteve 57,36% contra 40,54% do "Não", de um total de 72 tabelas contadas. Os membros da Concertación começaram temer uma eventual manipulação dos resultados. O atraso na entrega dos resultados fez com que o porta-voz do Comando del No, Genaro Arriagada, acusasse o governo de não divulgar os números.
Os comandantes das Armadas e dos Carabineros foram informados por seus subordinados que o "não" estava derrotando o "sim" nas mesas, forçando-os a solicitar uma reunião com Pinochet, que foi rejeitada.
Às 21h00 da noite, Arriagada anunciou os cálculos que seu comando tem: o "Sim" supera 41%, enquanto o "Não" obtém 58,7% dos votos.
Uma hora depois, o subsecretário Cardemil fez um novo cálculo, desta vez com base em 677 mesas: "Sim", 51,3% e o "Não", 46,5%, também anunciou que o próximo cálculo seria entregue às 23h15 Enquanto isso, o Comitê para as Eleições Livres entregou um novo relatório, no qual o "Sim" obtém 44,6% em comparação com 55,2% da opção "Não". Enquanto isso, a Divisão de Comunicação Social (Dinacos) recebeu ao mesmo tempo a ordem de fechar imediatamente qualquer emissora de rádio ou televisão que pedisse uma comemoração pela vitória do "Não".
Às 23h00, Cardemil se reuniu com o general Pinochet, informando-o que o "Não" possuía mais de 53% dos votos até aquele momento, o que anunciava sua vitória numérica. Por sua vez, Arriagada entregou um novo cálculo, com 40,2% para o "Sim" e 57,8% para o "Não". Diversos representantes da Renovação Nacional conversaram com Cardemil, membro daquele partido, e informaram-no de que não estão dispostos a permanecer em desconhecimento dos resultados.
Sergio Onofre Jarpa, presidente de Renovação Nacional, devia participar de um programa que analisaria os resultados do plebiscito, junto a Patricio Aylwin no Canal 13 às 22h00, mas a demora dos resultados atrasou o programa, que foi passado para a meia-noite. Jarpa, com medo de enfrentar Aylwin, que iria entregar os dados da oposição, contatou Cardemil, dizendo: "Você não vai mais atrasar, não é?" (referindo-se a continuar atrasando cálculos). Cardemil informou-o que o "Sim" estava perdendo, mas que ainda tinham que contar os votos das mesas femininas de Santiago.
Jarpa então assumiu que eles haviam sido derrotados e foi para o Canal 13 para dar essa informação, corroborada pelos dados que Aylwin levou. As comemorações dos apoiantes do "Não" começaram, enquanto o La Moneda foi isolado.

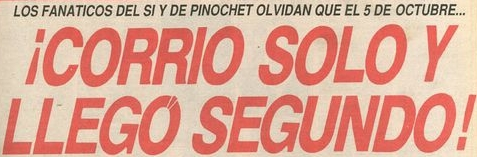
Manchete do jornal Fortín Mapocho em 11 de outubro: "Os fanáticos do 'Sim' e de Pinochet esquecem que... Ele concorreu sozinho e chegou em segundo!".

Às 00h18 da quinta-feira, 6 de outubro, Pinochet se reuniu com seus ministros e os informou: "Senhores, o plebiscito foi perdido. Eu quero suas renúncias imediatamente. Isso é tudo". Uma hora depois, ele finalmente se encontrou com os membros do Conselho Administrativo. A caminho do Palácio de La Moneda, o comandante em chefe da Força Aérea do Chile, Fernando Matthei, disse aos repórteres: "Está bem claro que o Não ganhou, mas estamos calmos". As declarações do General Matthei foram captadas pela Radio Cooperativa às 1h03 de quinta-feira, 6 de outubro.
Naquela reunião, o ministro Sérgio Fernández teria reconhecido a derrota e expressou que a alta porcentagem obtida era de alguma forma uma fonte de orgulho, à qual o general da Força Aérea teria respondido com ironia: "E por que não trazemos champanhe para celebrá-lo?".
Segundo o que consta nas memórias de Matthei (Matthei, mi testimonio), redigidas por Patricia Arancibia Clavel e Isabel da Maza Cave, Pinochet havia entregado aos membros da Junta Militar de Governo um decreto pelo qual ele assumiria todo o poder para não reconhecer os resultados do plebiscito. Isso teria irritado os membros da Junta, especialmente Matthei, que afirma ter rasgado a ata com suas próprias mãos. "Depois disso, e sem insistir nas atas, o presidente nos informou que iria descansar por alguns dias fora de Santiago e a reunião foi encerrada", diz Matthei. Naquela época, o chefe de gabinete havia sofrido um ataque cardíaco devido ao confronto acalorado entre os líderes militares. Após a reunião, Pinochet aceitou a situação e mandou publicar o terceiro cálculo. No entanto, em uma carta enviada por Matthei ao jornal El Mercurio e publicada em 10 de janeiro de 2012, ele afirmou que o que havia dito em suas memórias não ocorreu, e que nunca houve qualquer intenção de não respeitar os resultados do plebiscito.
À 2h00 da madrugada, o subsecretario Cardemil anunciou os cálculos finais: o "Sim" obteve 43% dos votos, ante ao 54,7 % do "Não".
Na manhã de quinta-feira, 6 de outubro, milhares de chilenos foram às ruas para comemorar a vitória do "Não" em suas respectivas cidades: em Santiago se concentraram principalmente na Avenida Libertador General Bernardo O'Higgins. Durante aquela noite, Pinochet, vestido em uniforme militar, transmitiu uma mensagem em cadeia nacional de televisão na qual reconheceu a vitória do "Não" e que continuaria o processo delineado pela Constituição de 1980.

## Resultados
Os resultados oficiais, contidos na sentença do Tribunal Calificador de Eleições de Chile, foram os seguintes:

### Resultados nacionais
| Proposta (alternativa) | Proposta (alternativa) | Votos     | % de eleitores inscritos | % de votos contabilizados | % de votos válidos |
| ---------------------- | ---------------------- | --------- | ------------------------ | ------------------------- | ------------------ |
|                        | Sim                    | 3 119 110 | 41,94                    | 43,01                     | 44,01              |
|                        | Não                    | 3 967 569 | 53,36                    | 54,71                     | 55,99              |
| Votos válidos          | Votos válidos          | 7 086 679 | 95,30                    | 97,72                     | 100                |
| Votos nulos            | Votos nulos            | 94 594    | 1,28                     | 1,30                      |                    |
| Votos brancos          | Votos brancos          | 70 660    | 0,95                     | 0,97                      |                    |
| Votos emitidos         | Votos emitidos         | 7 251 933 | 97,53                    | 100                       |                    |
| Abstenções             | Abstenções             | 183 980   | 2,47                     |                           |                    |
| Eleitores inscritos    | Eleitores inscritos    | 7 435 913 | 100                      |                           |                    |

### Resultados por regiões
| Região           | Região                                | «Sim»     | %     | «Não»     | %     |
| ---------------- | ------------------------------------- | --------- | ----- | --------- | ----- |
| I                | Tarapacá                              | 75 849    | 44,71 | 93 800    | 55,29 |
| II               | Antofagasta                           | 84 259    | 39,32 | 130 052   | 60,68 |
| III              | Atacama                               | 49 400    | 43,84 | 63 293    | 56,16 |
| IV               | Coquimbo                              | 114 250   | 46,02 | 133 997   | 53,98 |
| V                | Valparaíso                            | 324 058   | 42,69 | 434 997   | 57,31 |
| VI               | Lib. Gral. Bernardo O'Higgins         | 164 430   | 44,08 | 208 574   | 55,92 |
| VII              | Maule                                 | 220 742   | 48,83 | 231 348   | 51,17 |
| VIII             | Bío-Bío                               | 409 513   | 44,71 | 506 513   | 55,29 |
| IX               | Araucanía                             | 220 090   | 54,05 | 187 071   | 45,95 |
| X                | Los Lagos                             | 242 457   | 50,15 | 240 984   | 49,85 |
| XI               | Aysén do Gral. Carlos Ibáñez do Campo | 19 238    | 49,99 | 19 245    | 50,01 |
| XII              | Magalhães e Antártica Chilena         | 35 549    | 42,36 | 48 372    | 57,64 |
| RM               | Metropolitana de Santiago             | 1 159 275 | 40,98 | 1 669 333 | 59,02 |
| Total: 7 086 689 | Total: 7 086 689                      | 3 119 110 | 44,01 | 3 967 579 | 55,99 |

## Consequências

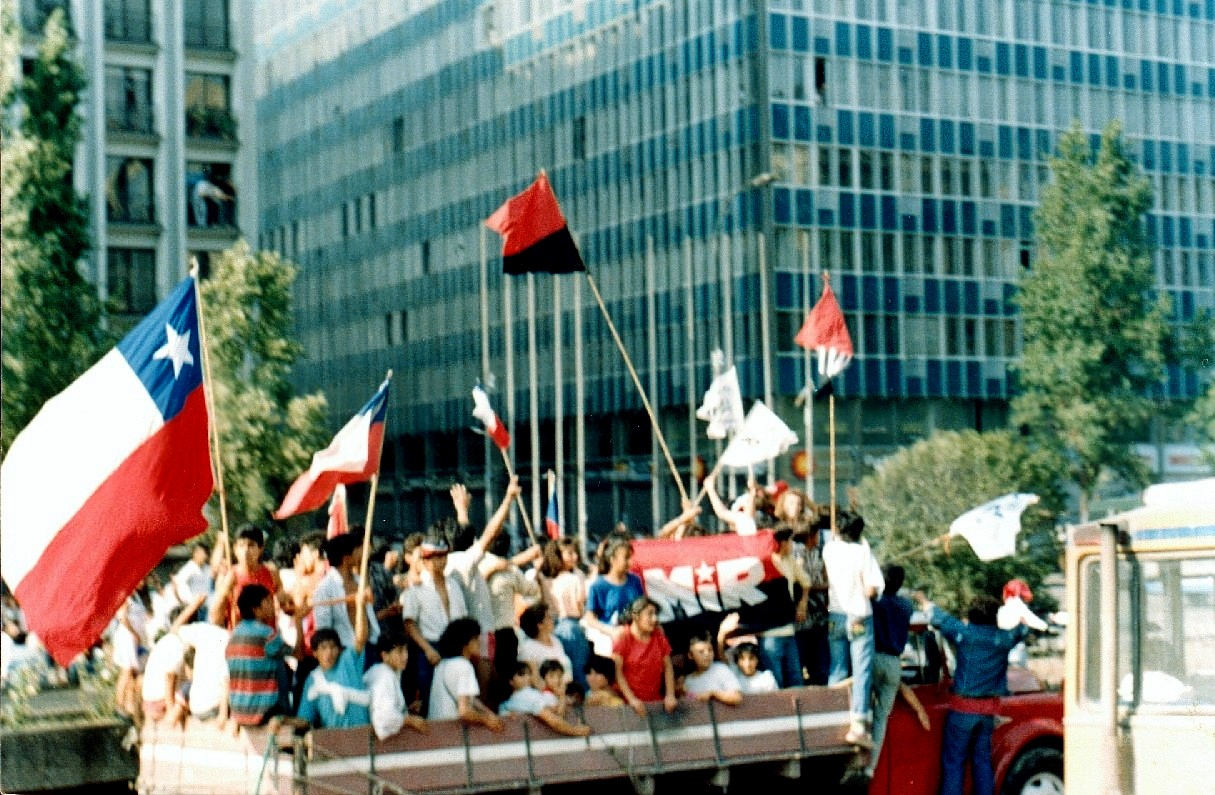
Manifestantes celebram ao dia seguinte da vitória do «Não», em Santiago.

O governo reconheceu sua derrota nas urnas e, de acordo com a vigésima nona regra transitória da Constituição, o mandato presidencial de Augusto Pinochet foi estendido como previsto por mais um ano - até 11 de março de 1990 - para os propósitos da convocação de eleições democráticas, para presidente e parlamentares, no ano seguinte.
Após o triunfo do "Não" no plebiscito, a Concertación defendeu uma reforma constitucional que permitisse uma "transição consensual para a democracia" e superasse o debate sobre a legitimidade da Constituição, a ser realizado segundo o mecanismo nela contido, o que implicava, dentro do período transitório, ser ratificado em um plebiscito. Depois do triunfo do «Não» no plebiscito, o Acordo propiciou uma reforma constitucional, que permitisse uma «transição consensual à democracia» e superar o debate sobre a legitimidade da Constituição, a realizando conforme ao mecanismo contido nela, que implicava, dentro de dito período transitório, ser ratificada num plebiscito. Em resumo, após um acordo entre o governo e a oposição, uma reforma constitucional foi realizada sob um plebiscito, que ocorreu no domingo, 30 de julho de 1989.
Em dezembro do mesmo ano, foram realizadas as eleições presidenciais e parlamentares, nas quais foi eleito presidente da República Patrício Aylwin, tendo início o período da história chilena conhecida como a transição para a democracia.